# Halka (opera)
Halka är en opera i fyra akter av den polske tonsättaren Stanisław Moniuszko och text av Włodzimierz Wolski.

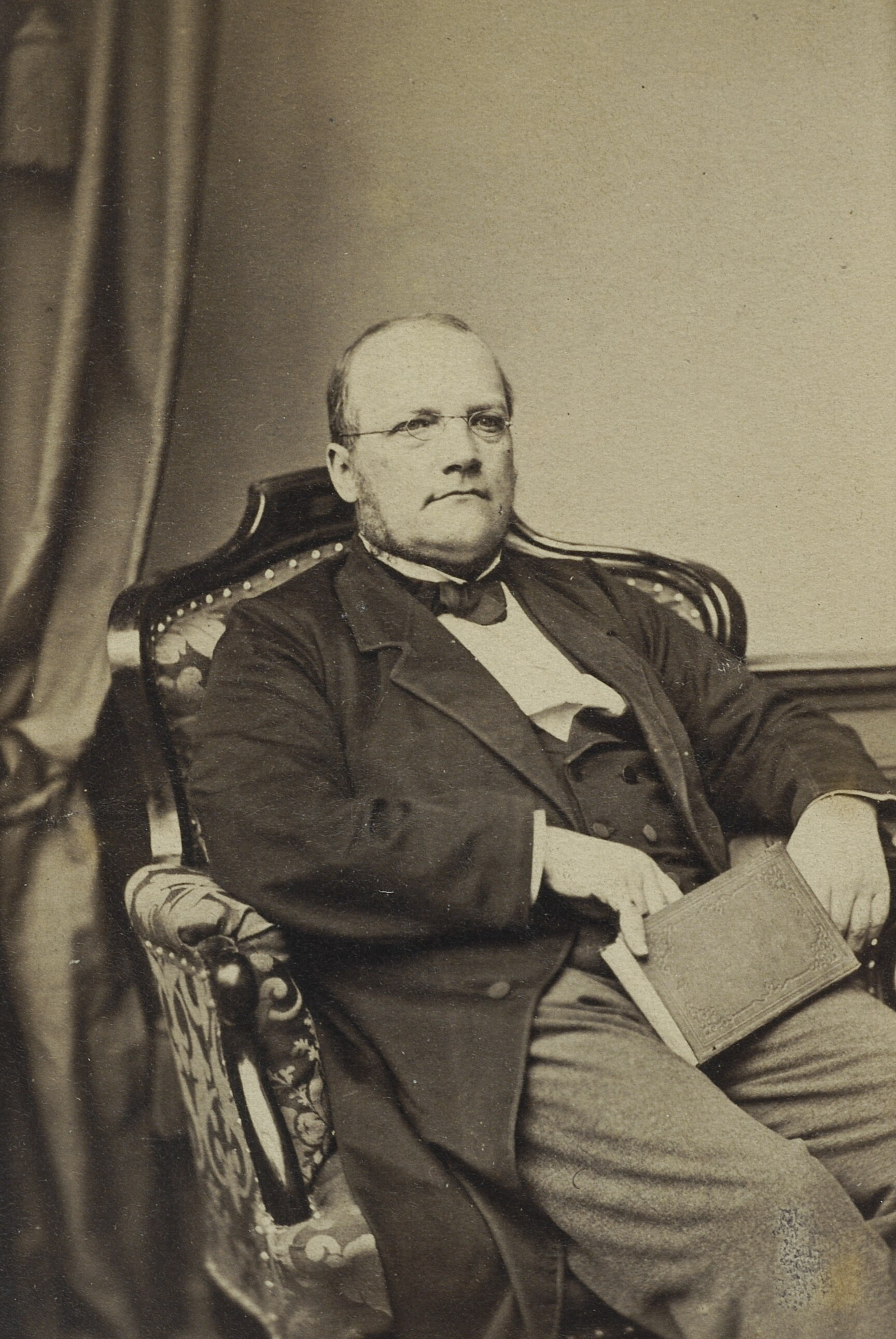
Stanisław Moniuszko

## Om operan
Medan Frédéric Chopin i Frankrike rönte stort anseende som kulturambassadör för sitt förtryckta folk, verkade hans yngre kollega Moniuszko för den egna kulturen i hemlandet. Han lyckades förena den italienska, franska och tyska operakonstens traditioner med den polska folkmusikens stilistiska egenheter. Halka blev dessutom tack vare dess patriotiska och samhällskritiska innehåll till ett nationellt identifikationsobjekt. Handlingen och musiken i Halka gav, inom de ramar som censuren tillät, de breda folklagren i Polen en möjlighet att känna igen sig själva och den egna politiska och kulturella situationen. Även om Moniuszko inte gjorde bruk av de polska folkvisorna på samma sublima sätt som Chopin och (i motsats till Karol Szymanowski under 1920-talet) inte heller bevarade den ursprungliga egenarten i folkmusiken från Tatrabergens byar, utan snarare polerade den, så blev Halka ändå en milstolpe i den polska 1800-talsmusiken. Moniuszko höjde sig nämligen över de samtida tonsättarnas triviala och ytliga romanticismer och förberedde den självständiga polska musikkultur som skulle växa fram under sent 1800-tal och tidigt 1900-tal. 
Med stor dramaturgisk skicklighet förenade Moniuszko genretyper och folkmusik med den italienska och den franska operans formschema och gjorde bruk av sina omfattande kunskaper om den europeiska repertoaren. Moniuszko hade (till skillnad från Chopin) en medfödd musikdramatisk begåvning, vilket gjorde Halka till det främsta verket i hela den polska operahistorien och operan rönte stor framgång även utanför Polens gränser. 

## Premiärerna
1. Första versionen i två akter hade konsertant premiär 1 januari 1848 i Vilnius.
2. Scenisk premiär 28 februari 1854 i Vilnius.
3. Andra versionen i fyra akter hade premiär 1 januari 1858 på Teatr Wiekl i Warszawa.
4. Svensk premiär 21 januari 1978 på Kungliga Operan i Stockholm (gästspel).

## Personer
- Stolnik, adelsman och godsägare (Bas)
- Zofia, hans dotter (Sopran)
- Dziemba, Stolniks förvaltare (Bas)
- Janusz, adelsman och godsägare (Baryton)
- Halka, Janusz livegen (Sopran)
- Jontek, Janusz livegen (Tenor)
- En säckpipeblåsare (Bas)
- En bonde (Tenor)
- Adelsmän, gäster, livegna bönder och bondhustrur (kör)

## Handling
Den adlige godsägaren Janusz har inlett en förbindelse med den livegna bondflickan Halka. Hon väntar hans barn. När han förlovar sig med dottern till godsägaren Stolnik, skickar han tillbaka den aningslösa flickan till hennes hemby tillsammans med den livegna Jontek. Jontek älskar Halka och känner till sanningen. Men Halka tror honom inte. Hennes öde orsakar stor bestörtning bland bybor. När bröllopet fullbordas tvingas även Halka erkänna Janusz otrohet och dränker sig. Till bröllopsfesten har man kallat livegna sångare från Halkas hemby och deras sång antar nu en hotfull underton.